# 西園町
西園町為臺灣日治時期臺北市的一個行政區。根據1922年(大正11年)3月的臺灣總督府報，該年4月1日起，在臺北州臺北市施行新町名，原加蚋子地區被拆分為東園町、西園町及馬場町 。西園町之名則來自該町於1920年代之前，加蚋子有茉莉花園藝產業，此地位於茉莉花農園西側。範圍包含今臺北市萬華區和平里南端西藏路以南，保德里東園街接萬大路一線以西至新店溪間的區域，有華中、榮德、忠德、和德、銘德、保德、錦德、孝德八個里。戰後，劃入雙園區。

## 町內設施
- 昭和橋（現光復橋）
- 加蚋渡船頭(位於今華中橋與光復橋之間)